# Maumee Valles
Le Maumee Valles sono una struttura geologica della superficie di Marte.